# Vladimir Screciu
Vladimir Screciu, né le 13 janvier 2000 à Corabia, est un footballeur international roumain. Il évolue au poste de milieu défensif au Universitatea Craiova.

## Biographie

### En club
Le 2 octobre 2016, Vladimir Screciu, 16 ans, fait ses débuts en Liga I en entrant à la 82e minute d'une défaite 1–2 à l'extérieur contre le Steaua Bucarest.
Le 19 juin 2018, le KRC Genk annonce la signature de Screciu pour un contrat de trois ans avec option d'un an supplémentaire. Son transfert est estimé à environ 2 millions d'euros,. Il est prêté au Lommel SK lors de la saison 2019-2020 de deuxième division belge.
Subissant beaucoup des blessures lors de son séjour en Belgique, il retourne au CS Universitatea Craiova en 2021.

### En équipe nationale
Il participe aux éliminatoires du championnat d'Europe des moins de 17 ans puis aux éliminatoires du championnat d'Europe des moins de 19 ans.
Il joue son premier match avec les espoirs le 6 octobre 2017, contre la Suisse, lors des éliminatoires du championnat d'Europe espoirs 2019 (victoire 0-2).
Vladimir Screciu fait ces débuts avec l'équipe sénior, le 19 juin 2023, contre la Suisse, lors des éliminatoires du championnat d'Europe 2024 (match nul 2-2). Il joue comme titulaire avant d'être remplacé à la 84e minute par Alexandru Cicâldău.

## Palmarès
Universitatea Craiova
- Vainqueur de la Coupe de Roumanie en 2018 et 2021
- Finaliste de la Supercoupe de Roumanie en 2018

 KRC Genk
- Champion de Belgique en 2019